# Buemåla

Buemåla är en by i Vissefjärda socken i Emmaboda kommun, Kalmar län och ligger 3 km väster om Vissefjärda. I Buemåla finns två sjöar; Törn och Svartegöl. Byn gränsar exakt till Skälstånga som ligger öster om Buemåla.

## Växtliv
I Buemåla växer stora skogar, i norr vid där sjön Törn ligger växer mestadels lövskogar och i söder växer endast barrskogar och i sydväst växer Emmaboda kommuns största lärkskog.